# Dactylolabis (Dactylolabis) confinis
Dactylolabis (Dactylolabis) confinis is een tweevleugelige uit de familie steltmuggen (Limoniidae). De soort komt voor in het Palearctisch gebied.